# Campionati mondiali juniores di sci alpino 1991
I Campionati mondiali juniores di sci alpino 1991, 10ª edizione della manifestazione organizzata dalla Federazione Internazionale Sci, si svolsero in Norvegia, a Geilo e a Hemsedal, dall'8 al 14 aprile; il programma incluse gare di discesa libera, supergigante, slalom gigante, slalom speciale e combinata, sia maschili sia femminili.

## Risultati

### Uomini

#### Discesa libera
| Pos. | Atleta             | Nazione    | Tempo   |
| ---- | ------------------ | ---------- | ------- |
| 1    | Ivan Bormolini     | Italia     | 1:05,48 |
| 2    | Ernesto De Mattia  | Italia     | 1:05,69 |
| 3    | Karl Heinz Molling | Italia     | 1:06,02 |
| 4    | Manfred Widauer    | Austria    | 1:06,11 |
| 5    | Luca Cattaneo      | Italia     | 1:06,12 |
| 6    | Bruno Kernen       | Svizzera   | 1:06,14 |
| 7    | Heinrich Rupp      | Svizzera   | 1:06,38 |
| 8    | Markus Herrmann    | Svizzera   | 1:06,43 |
| 9    | Chad Mullen        | Canada     | 1:06,63 |
| 10   | Aleš Brezavšček    | Jugoslavia | 1:06,95 |

Data: 11 aprile

#### Supergigante
| Pos. | Atleta            | Nazione     | Tempo   |
| ---- | ----------------- | ----------- | ------- |
| 1    | Jure Košir        | Jugoslavia  | 1:27,16 |
| 2    | Christian Mayer   | Austria     | 1:27,51 |
| 3    | Bruno Kernen      | Svizzera    | 1:28,03 |
| 4    | Gaëtan Llorach    | Francia     | 1:28,07 |
| 5    | Christian Walker  | Svizzera    | 1:28,10 |
| 6    | Massimo Zucchelli | Italia      | 1:28,36 |
| 7    | Aleš Brezavšček   | Jugoslavia  | 1:28,40 |
| 8    | Casey Puckett     | Stati Uniti | 1:28,50 |
| 9    | Heinrich Rupp     | Svizzera    | 1:28,52 |
| 10   | Zachary Crist     | Stati Uniti | 1:28,55 |

Data: 8 aprile

#### Slalom gigante
| Pos. | Atleta             | Nazione     | Tempo   |
| ---- | ------------------ | ----------- | ------- |
| 1    | Massimo Zucchelli  | Italia      | 2:04,64 |
| 2    | Gerhard Greber     | Austria     | 2:04,71 |
| 3    | Franck Carmagnolle | Francia     | 2:04,74 |
| 4    | Ivan Bormolini     | Italia      | 2:04,77 |
| 5    | Christian Mayer    | Austria     | 2:04,93 |
| 6    | Tobias Hellman     | Svezia      | 2:04,95 |
| 7    | Casey Puckett      | Stati Uniti | 2:04,99 |
| 8    | Wolfgang Rieder    | Austria     | 2:05,17 |
| 9    | Aleš Brezavšček    | Jugoslavia  | 2:05,24 |
| 9    | Bruno Kernen       | Svizzera    | 2:05,24 |

Data: 12 aprile

#### Slalom speciale
| Pos. | Atleta           | Nazione     | Tempo   |
| ---- | ---------------- | ----------- | ------- |
| 1    | Casey Puckett    | Stati Uniti | 1:33,29 |
| 2    | Sébastien Amiez  | Francia     | 1:33,66 |
| 3    | Andrea Zinsli    | Svizzera    | 1:33,67 |
| 4    | Christian Walker | Svizzera    | 1:33,78 |
| 5    | Roberto Boselli  | Italia      | 1:33,80 |
| 6    | Stefan Wiberg    | Svezia      | 1:33,91 |
| 7    | Pierre Violon    | Francia     | 1:34,01 |
| 8    | Christian Mayer  | Austria     | 1:34,12 |
| 9    | Gerhard Greber   | Austria     | 1:34,25 |
| 10   | Thomas Gsodam    | Austria     | 1:34,54 |

Data: 14 aprile

#### Combinata
| Pos. | Atleta             | Nazione     |
| ---- | ------------------ | ----------- |
| 1    | Bruno Kernen       | Svizzera    |
| 2    | Ivan Bormolini     | Italia      |
| 3    | Christian Mayer    | Austria     |
| 4    | Casey Puckett      | Stati Uniti |
| 5    | Karl Heinz Molling | Italia      |
| 6    | Roberto Boselli    | Italia      |
| 7    | Tobias Hellman     | Svezia      |
| 8    | Thomas Gsodam      | Austria     |
| 9    | Anthony Huguet     | Australia   |
| 10   | Sean Valentine     | Canada      |

Data: 11-14 aprile

Classifica stilata attraverso i piazzamenti ottenuti
in discesa libera, slalom gigante e slalom speciale

### Donne

#### Discesa libera
| Pos. | Atleta              | Nazione          | Tempo   |
| ---- | ------------------- | ---------------- | ------- |
| 1    | Céline Dätwyler     | Svizzera         | 1:08,87 |
| 2    | Cornelia Meusburger | Austria          | 1:09,06 |
| 3    | Karine Allard       | Svizzera         | 1:09,27 |
| 4    | Svetlana Novikova   | Unione Sovietica | 1:09,28 |
| 5    | Kirsten Rogers      | Stati Uniti      | 1:09,32 |
| 6    | Regina Häusl        | Germania         | 1:09,59 |
| 7    | Isabel Picenoni     | Svizzera         | 1:09,61 |
| 8    | Christelle Felisaz  | Francia          | 1:09,79 |
| 9    | Jana Krňávková      | Cecoslovacchia   | 1:09,83 |
| 9    | Špela Pretnar       | Jugoslavia       | 1:09,83 |

Data: 11 aprile

#### Supergigante
| Pos. | Atleta                | Nazione          | Tempo   |
| ---- | --------------------- | ---------------- | ------- |
| 1    | Julie Lunde Hansen    | Norvegia         | 1:15,16 |
| 2    | Isabel Picenoni       | Svizzera         | 1:15,93 |
| 3    | Karine Allard         | Francia          | 1:16,07 |
| 4    | Alexandra Meissnitzer | Austria          | 1:16,19 |
| 5    | Michaela Messner      | Italia           | 1:16,20 |
| 6    | Katherine Davenport   | Stati Uniti      | 1:16,27 |
| 7    | Christiane Abenthung  | Austria          | 1:16,32 |
| 8    | Martina Ertl          | Germania         | 1:16,34 |
| 9    | Svetlana Novikova     | Unione Sovietica | 1:16,50 |
| 10   | Birgit Heeb           | Liechtenstein    | 1:16,56 |

Data: 8 aprile

#### Slalom gigante
| Pos. | Atleta                | Nazione    | Tempo   |
| ---- | --------------------- | ---------- | ------- |
| 1    | Sabina Panzanini      | Italia     | 2:09,95 |
| 2    | Barbara Brlec         | Jugoslavia | 2:10,46 |
| 2    | Martina Ertl          | Germania   | 2:10,46 |
| 4    | Isabel Picenoni       | Svizzera   | 2:10,50 |
| 5    | Cornelia Meusburger   | Austria    | 2:10,54 |
| 6    | Corinne Rey-Bellet    | Svizzera   | 2:10,79 |
| 7    | Alexandra Meissnitzer | Austria    | 2:10,81 |
| 8    | Urška Hrovat          | Jugoslavia | 2:11,34 |
| 9    | Vanessa Vidal         | Francia    | 2:11,66 |
| 10   | Karine Allard         | Francia    | 2:11.75 |

Data: 12 aprile

#### Slalom speciale
| Pos. | Atleta               | Nazione     | Tempo   |
| ---- | -------------------- | ----------- | ------- |
| 1    | Urška Hrovat         | Jugoslavia  | 1:20,21 |
| 2    | Morena Gallizio      | Italia      | 1:21,75 |
| 3    | Sabina Panzanini     | Italia      | 1:21,91 |
| 4    | Anick Aubert         | Svizzera    | 1:22,19 |
| 5    | Erika Hansson        | Svezia      | 1:22,23 |
| 6    | Carrie Sheinberg     | Stati Uniti | 1:22,27 |
| 7    | Martina Ertl         | Germania    | 1:22,31 |
| 8    | Christiane Abenthung | Austria     | 1:22,37 |
| 9    | Nicole Salzmann      | Svizzera    | 1:22,74 |
| 10   | Cornelia Meusburger  | Austria     | 1:22,95 |

Data: 14 aprile

#### Combinata
| Pos. | Atleta               | Nazione    |
| ---- | -------------------- | ---------- |
| 1    | Cornelia Meusburger  | Austria    |
| 2    | Urška Hrovat         | Jugoslavia |
| 3    | Martina Ertl         | Germania   |
| 4    | Angela Zimmermann    | Germania   |
| 5    | Barbara Brlec        | Jugoslavia |
| 6    | Monika Käslin        | Svizzera   |
| 7    | Martina Osterried    | Germania   |
| 8    | Corinne Rey-Bellet   | Svizzera   |
| 9    | Christiane Abenthung | Austria    |
| 10   | Barbara Merlin       | Italia     |

Data: 11-14 aprile

Classifica stilata attraverso i piazzamenti ottenuti
in discesa libera, slalom gigante e slalom speciale

## Medagliere per nazioni
| Pos. | Nazione     | Oro | Argento | Bronzo | Totale |
| ---- | ----------- | --- | ------- | ------ | ------ |
| 1    | Italia      | 4   | 3       | 2      | 9      |
| 2    | Jugoslavia  | 2   | 2       | 0      | 4      |
| 3    | Svizzera    | 2   | 1       | 2      | 5      |
| 4    | Austria     | 1   | 4       | 1      | 6      |
| 5    | Norvegia    | 1   | 0       | 0      | 1      |
| 5    | Stati Uniti | 1   | 0       | 0      | 1      |
| 7    | Francia     | 0   | 2       | 3      | 5      |
| 8    | Germania    | 0   | 0       | 2      | 2      |